# السدارة
السّدارة هي قرية سعودية في منطقة المدينة المنورة تابعة لمركز الفريش، تقع في جنوب غرب المدينة المنورة وتبعد عنها نحو 65 كلم ويقطنها الرداده و الحجلة من حرب.